# 2081
Năm 2081. Trong lịch Gregory, nó sẽ là năm thứ 2081 của Công nguyên hay của Anno Domini; năm thứ 81 của thiên niên kỷ thứ 3 và của thế kỷ 21; và năm thứ hai của thập niên 2080.